# أحمد غريب (باتاوة)
أحمد غريب (بالفارسية: احمدغریب) هي قرية تقع في إيران في قسم باتاوة الريفي. يقدر عدد سكانها بـ 159 نسمة بحسب إحصاء 2016.